# Comcereal Prahova
Comcereal Prahova este o companie din industria agricolă din România.
Principalul obiect de activitate al firmei este comerțul cu cereale, plante tehnice și semințe oleaginoase.
Acționarul majoritar al Comcereal Prahova este grupul InterAgro, cu o participație de 83,34% din capital, în timp ce SIF Muntenia deține 12,45% din titluri.
Cifra de afaceri în 2007: 12 milioane lei (3,6 milioane euro)
Venit net în 2007: 2,17 milioane de lei (590.000 de euro)